# In My Head (Black Flag)
In My Head è l'ultimo album in studio della band hardcore punk Black Flag, pubblicato nel 1985 dalla SST Records.

## Tracce

### Versione originale in vinile

#### Lato A
1. Paralyzed – 2:39 (Ginn/Rollins)
2. The Crazy Girl – 2:46 (Ginn)
3. Black Love – 2:42 (Ginn)
4. White Hot – 4:59 (Ginn/Rollins)
5. In My Head – 4:30 (Ginn/Rollins)

#### Lato B
1. Drinking and Driving – 3:16 (Ginn/Rollins)
2. Retired at 21 – 4:56 (Ginn)
3. Society's Tease – 6:09 (Ginn)
4. It's All Up to You – 5:14 (Ginn)

## Ristampa per CD
1. Paralyzed – 2:39 (Ginn/Rollins)
2. The Crazy Girl – 2:46 (Ginn)
3. Black Love – 2:42 (Ginn)
4. White Hot – 4:59 (Ginn/Rollins)
5. In My Head – 4:30 (Ginn/Rollins)
6. Out of this World – 2:13 (Roessler/Stevenson)
7. I Can See You – 3:22 (Ginn)
8. Drinking and Driving – 3:16 (Ginn/Rollins)
9. Retired at 21 – 4:56 (Ginn)
10. Society's Tease – 6:09 (Ginn)
11. It's All Up to You – 5:14 (Ginn)
12. You Let Me Down – 3:40 (Rollins/Stevenson)

## Formazione
- Henry Rollins - voce
- Greg Ginn - chitarra e voce
- Kira Roessler - basso e voce
- Bill Stevenson - batteria